# Troickoje (obwód amurski)
Troickoje (ros. Троицкое) – wieś w Rosji, w obwodzie amurskim, w rejonie iwanowskim. W 2010 liczyła 448 mieszkańców.